# Plosca
Plosca es una comuna ubicada en el distrito de Teleorman, Rumania.

## Superficie
Posee una superficie de 49,87 kilómetros cuadrados.

## Demografía
Hasta 2021 la población era de 5015 habitantes, con una densidad de población de 100,6 habitantes por kilómetro cuadrado.